# Zeitgeiströrelsen
Zeitgeiströrelsen ("TZM" / The Zeitgeist Movement) är en gräsrotsrörelse och nätgemenskap. Den beskriver sig själv som en organisation för opinionsbildning kring hållbarhet, och var den officiella aktivistgrenen till Venusprojektet, startat av industridesignern och samhällsingenjören Jacque Fresco, fram till 2011. Zeitgeiströrelsen har inspirerats av det gensvar som Peter Josephs filmer Zeitgeist: The Movie och Zeitgeist: Addendum fick från folk. Det var dock Zeitgeist: Addendum som först presenterade Venusprojektet. En tredje film, Zeitgeist: Moving Forward, hade premiär den 15 januari 2011 och blev tillgänglig på internet den 26:e. Filmen inriktas på mänskligt beteende, teknik och rationalitet. Rörelsens hemsida säger att det görs en åtskillnad mellan arbetet i rörelsen och de frågor som tas upp i Peter Josephs filmer, d.v.s. att rörelsen inte nödvändigtvis förespråkar alla frågor som behandlas i filmerna, utan existerar på egen hand.

## Koncept som förespråkas av Zeitgeiströrelsen
- Förvaltning av jordens naturresurser: När de har inventerats, kommer jordens naturtillgångar inte längre att ägas privat. De kommer att förvaltas enligt de allmänna hållbarhetsprinciperna kring bevaring, återvinning och optimering.
- Inga pengar, byteshandel, handel eller egendom: Det monetära värdet av varor motsvarar inte den faktiska fysiska tillgången på naturresurser, eller deras praktiska värde, vilket är nyckeln till framgång för den typ av hållbart globalt samhälle som Zeitgeiströrelsen förespråkar. Inkomst är en förutsättning för individer att upprätthålla liv i ett monetärt system. Detta skapar i sin tur behov av att råvaror kontinuerligt köps och säljs och att varor kontinuerligt produceras, i syfte att se till att driften av sociala funktioner bibehålls. Detta i kombination med konkurrens om marknadsandelar, skapar ett överflöd av varor som normalt överstiger efterfrågan på dem, vilket i sin tur tär på naturresurser och kan skapa onödigt mycket avfall.

Vidare skapar det inneboende vinstmotivet i ett monetärt system ett incitament för att öka vinsten oavsett påverkan på människor eller miljön. När arbetskraften flyttas eller läggs ut, tar den antingen bort arbetarnas källa till försörjning, eller drar fördel av billig arbetskraft. Vissa tillverkare och företag har avslöjats med att förorena miljön genom dumpning av sina biprodukter och avfall för att spara pengar  istället för att ta hand om dem ordentligt. Andra tillverkare drar fördel av en process som kallas planerat åldrande i syfte att öka försäljningen av sina produkter över tiden. Med allmän tillgång till varor och tjänster som tillhandahålls av en hållbar metod för produktion baserad på tillgänglighet, optimering och bevarande, kan dessa problem som orsakas av en monetär ekonomi lösas.
- Automation: Maskinautomation är mer produktivt än mänskligt arbete och frigör människor från att utföra repetitiva uppgifter.

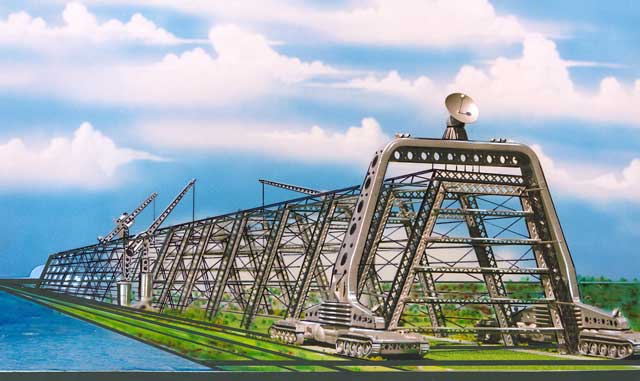
Automatiserad konstruktion

- Teknologiskt enande av jorden: Globala nätverk av teknologisk infrastruktur krävs för att övervaka planetens resurser i realtid, och för att teoretiskt avgöra den mest effektiva användningen av resurserna för att lösa planetariska problem.
- Vetenskaplig metodik: Beslutsfattande gällande produktionsmetoder, vilka varor och tjänster som ska tillhandahållas, stadsplanering och resursoptimering, bibehållande och återvinning kommer att uppnås genom att analysera relevanta trender och data och genom användandet av vetenskapliga metoder.
- Hållbara stadssystem: Med hjälp av en systematisk strategi för ett hållbart globalt samhälle, kan stadssystem fungera som mikrokosmos till det globala nätverkets tekniska infrastruktur. Stadssystemet kan innehålla all tillverkning, varor och tjänster som människor kommer att använda dagligen inom stadens gränser. Stadssystemet skulle i realtid använda en cybernetisk centraldator som övervakar energi och resursutbud, användning och andra relevanta uppgifter. Centraldatorn förmedlar därmed informationen till andra stadssystem som utgör makrokosmos av en teknologiskt enad värld.

## Rörelsens faser

### Fas 1: Generera medvetenhet
Den 20 april 2010 (2010 -04-20) var Zeitgeiströrelsen i fas 1, som består av att upplysa människor, att få ut rörelsens information, och hitta identifikation med alla andra grupper av individer - oavsett religion, etniciteter eller nationellt ursprung. Fas 1 består även av, men är inte begränsat till, att bilda webbadministratörs-team för att bygga upp rörelsens hemsida, ett kommunikations-team, och ett utvecklingsteam. En annan aspekt av etapp 1 är att bilda internationella avdelningar som behövs för att skapa infrastrukturen för kommunikation på global nivå. Huvudsyftet med fas 1 är behovet av fler medlemmar, så att rörelsens existens blir relevant för den yttre världen.

### Fas 2: Projektfasen
Fas 2 är kollaborationsfasen, som rörelsen ännu inte befinner sig i, där avdelningarnas projekt delas med gemenskapen. Detta kollektiva förstående behövs för synkroniserade genomföranden av projekt såsom kunniga föreläsare. Detta är även den fas för organiserade medvetenhetsprojekt som förväntas leda till att uppstart av sidoprojekt såsom avskaffande av världssvälten, militär nedrustning (genom val, inte våld), och antimilitarism. Denna fas fokuserar på expansion av de team som kommer att leda till expansion av rörelsen och skapande av en funktionell organisation. Syftet med fas 2 är att skapa anslutning mellan rörelsens grupper med likartade och tvärvetenskapligta fokuseringar.

### Fas 3: Handlingsfasen
Fas 3 är där mer bestämda former av aktivism kommer att utföras, till exempel bojkotter, kapitalanskaffning, stadskonstruktion och möjligen direkt samverkan med företag och politiska organisationer i form av bio-sociala påtryckningar.

## Zeitgeistdagen (Z-Day)
Zeitgeiströrelsen har sin årliga "Z-Day" i mars varje år. Den första Z-Day inträffade den 15 mars 2009 och den andra den 13 mars 2010. På denna dag har Zeitgeiströrelsen lokala sammankomster för att lära ut och dela information med alla intresserade personer. På Z-day 2009 fanns det fler än 450 evenemang i 70 länder runt om i världen. År 2009, bland andra händelser, talade Peter Joseph och Jacque Fresco till en utsåld publik med cirka 900 personer vid Borough of Manhattan Community College i över 2 timmar.

## Avdelningar
Zeitgeiströrelsens medlemmar är organiserade i lands/regionala, statliga och stads "sub"-avdelningar. Varje avdelning/sub-avdelning existerar och underhålls helt självständigt på sin egen domän, eller under sub-domäner från zeitgeiströrelsens huvudsida (thezeitgeistmovement.com). Avdelningarna samordnas av individer eller grupper av individer som är väl insatta i rörelsens grundsatser och inriktning och har valt att donera sin tid för att hjälpa gruppen att komma framåt med sina pågående mål. Enligt Zeitgeiströrelsens nyhetsbrev i juli 2010 har Zeitgeiströrelsen för närvarande 46 officiella lands-avdelningar, samt över 200 regionala sub-avdelningar internationellt. Detta inkluderar alla 50 officiella amerikanska delstatsavdelningar. En virtuell avdelning skapades också att representera rörelsen i den virtuella världen Second Life.

## Radioföreläsning
Peter Joseph har ett radioprogram, som för närvarande har paus, som sänds varje onsdag på BlogTalkRadio. Dessa sändningar diskuterar utvecklingen av Zeitgeiströrelsen, håller intervjuer med olika relevanta personligheter, tillhandahåller information för Zeitgeiströrelsens avdelningar, och svarar på frågor som har skickats in av lyssnare.
Det finns två andra populära BlogTalkRadio-program som handlar om Zeitgeiströrelsen, Resursbaserad ekonomi (RBE) och The Venus Project. En av dem är Z Radio , som varje vecka sänds av de två Zeitgeist-veteranerna, Thunder och Franklee (som de kallas i rörelsen) och produceras av Shawn Hodgins. Den andra kanalen, känd som V-radio, har Neil Kiernan Stephenson som värd (aka, VTV).

## Media Project
Enligt ett pressmeddelande till medlemmarna den 12 maj 2010, så har Zeitgeist Media Project (ZMP) Beta släppts. Enligt pressmeddelandet är Media Project en förlängning av Kommunikations-teamet.

## ZeitNews
Zeitnews, som ges ut av Zeitgeiströrelsen, är en webbtidning med inriktning på vetenskapliga och teknologiska nyheter.
Enligt sidan så är Zeitnews en gren ur rörelsens teknologi-team och har som avsikt att informera om de framsteg och möjligheter från vetenskap och teknologi, samt att ge läsarna en bättre inblick i hur snabbt utvecklingen sker. 
Den tidigaste artikeln är publicerad i oktober 2010.

## Recensioner och Influenser
Musikern Natacha Atlas citerar rörelsen som inspiration för hennes 2010 konceptalbum Mounqaliba.